# 梅菲斯托費勒斯

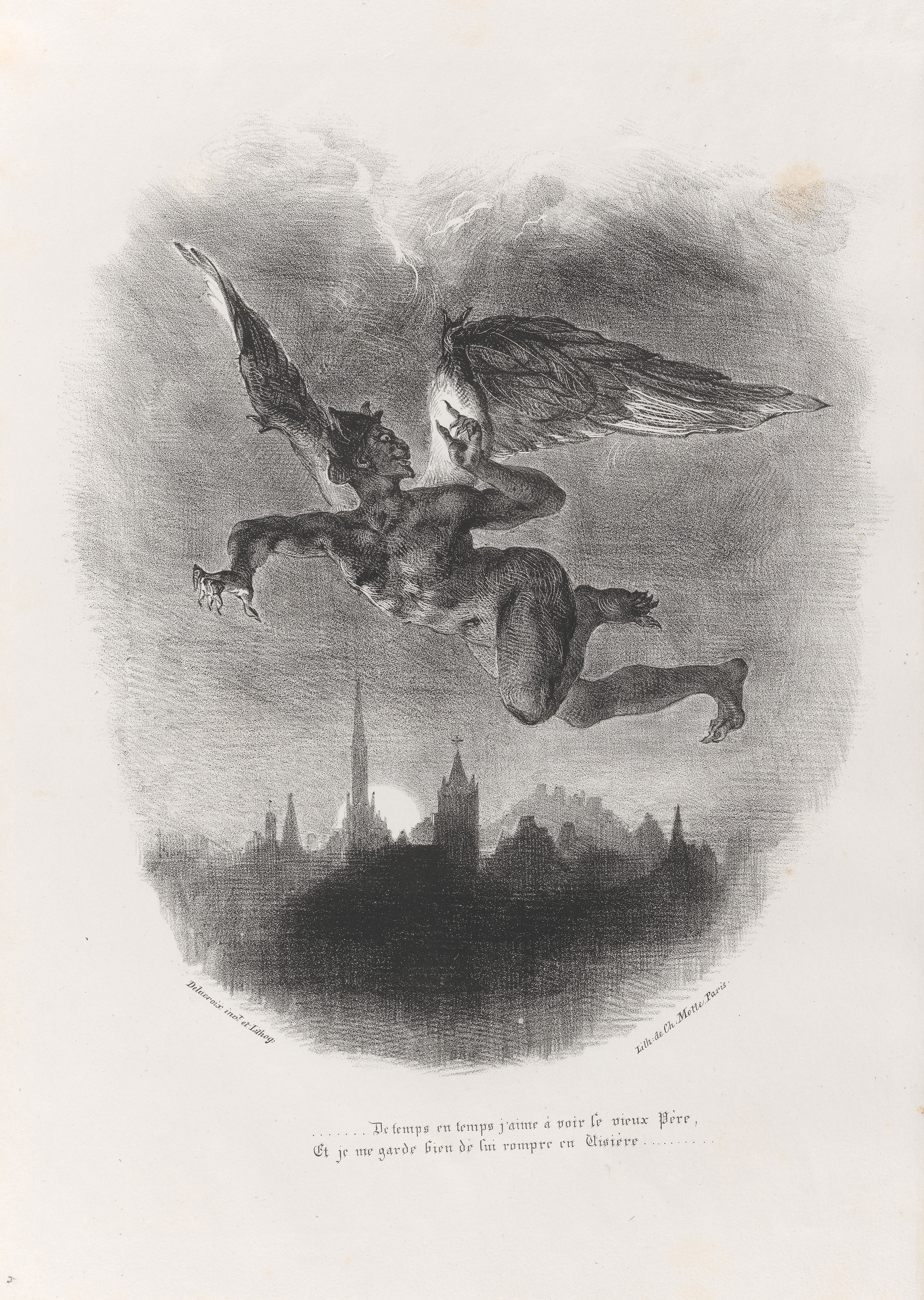
飛越維滕貝格的梅菲斯托費勒斯。出自歐仁·德拉克羅瓦所繪圖片的平版印刷。

梅菲斯托費勒斯（梅菲斯托菲列斯，另外還有其他寫法），簡稱梅菲斯特（Mephisto）或墨菲斯托。最初於文獻上出現是在浮士德傳說中作為邪靈的名字，此後在其他作品成為代表惡魔的定型角色。

## 浮士德傳說中的梅菲斯特
根據史實人物約翰·喬治·浮士德而產生的浮士德傳說，關於一個學者以其靈魂為賭注向惡魔打賭。梅菲斯托費勒斯這個名字與這個傳說有關。
這個名字出現在16世紀晚期的浮士德廉價書裡。而在约翰·歌德所讀的1725年版本中，梅菲斯特是浮士德在維滕貝格外的樹林裡所召喚出來穿著灰衣修士裝扮的惡魔。其實，梅菲斯特這個名字在1527年出版於帕紹的《Praxis Magia Faustiana》已經出現，與擬希伯來文文本放在一起。該書是文藝復興魔法那故意隱晦的擬希臘文或擬希伯來文形式一個很好的範例。

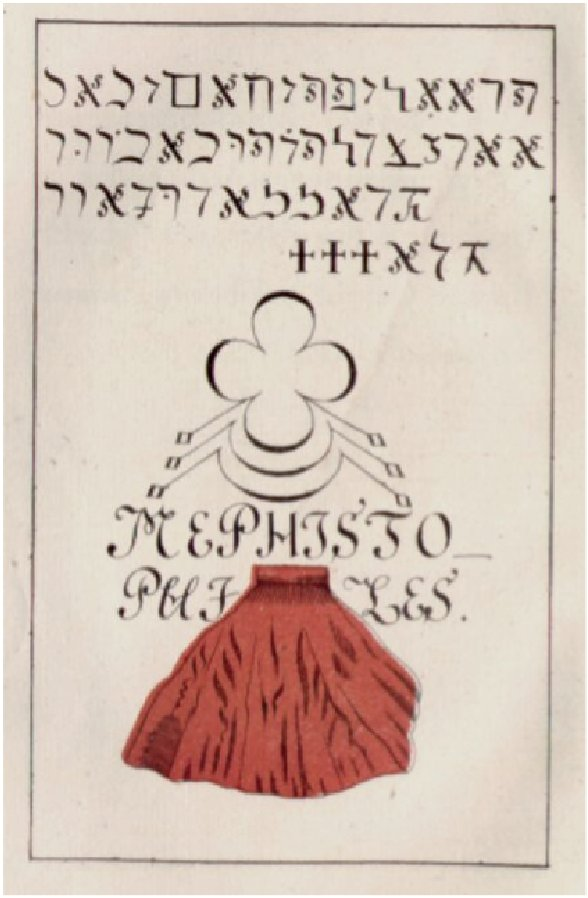
在1527年的《Praxis Magia Faustiana》中的「MEPHISTO_PHILES」，為了浮士德所做。

從該本廉價書開始，這個名字進入浮士德有關的文學作品，並被自克里斯多夫·馬洛到约翰·歌德等作家所使用。在《浮士德博士悲劇》1616年的版本中，梅菲斯特的名字寫法從「Mephostophiles」變成了「Mephistophilis」。
傑佛瑞．波頓．羅素推測這個名字的構成中含有希臘語的成分，例如「mē」是「不」，「phōs」是「光」，「philos」是「愛好者」，合起來就是「不是光的愛好者」，是路西法 （“光的使者”，撒旦的一個普遍稱號）這個名字的諷刺性模仿。而在這個例子中，之所以從所推測的原文「mephoto-」轉變成「mephist-」可能是因為與拉丁文「mephitis」（來自大地的有毒散發物，即瘴氣）產生了聯想。
而在梅菲斯特名字另一寫法「Mephostopheles」中，「phosto-」這個部分可能是「Faust」的變體，而產生「不喜歡浮士德的」之意思。漢梅林指出這個來自希伯來文「Mephistoph」的衍生意味著「善之摧毀者」。其另一個可能性是希伯來詞「mephiz」（說謊者）與「tophel」（摧毀者）的結合。而另一個可能性則是因為包含了「-ph-」被錯誤地當成希臘文對待的拉丁文「mephitis」，外加了希臘文最高級字尾「-ιστος」，增加了希臘文「-ωφελης」（幫助、有幫助的、有用的）：「他是（靠不住的）幫忙中最糟或最骯髒的類型。」（可與瘧蚊（anopheles）這個字比較。其由希臘文「α(ν)- = 不」加上「-ωφελης」而成為「沒幫助，幫助的相反」之意。）
梅菲斯特在之後的浮士德作品中是一個相當重要的角色，甚至成為作品的名稱。例如1855年梅耶·拉特茲的《Mephistopheles, or Faust and Marguerite》、1868年阿里格·博伊托的《Mefistofele》和弗朗茨·李斯特的《梅菲斯特圓舞曲》。

## 浮士德傳說之外
在《温莎的风流妇人》的第一幕第一場第128行裡，莎士比亞提及到梅菲斯特。而到了17世紀這個名字已經開始獨立於浮士德傳奇之外。波頓．羅素發現「這個名字是某些不確定的起源所造成的純粹現代創造，這些起源使這個名字伴隨著眾多小說和不同的形式的出現而成為一個現代惡魔的精緻象徵。」

## 批評史–梅菲斯特的詮釋
雖然梅菲斯特以惡魔也就是撒旦之勞工的身分出現在浮士德裡，但批評者們主張他並不是尋找目標並使其墮落而是去服務和收集那些已經被罰入地獄的靈魂。法納姆解釋說：「梅菲斯特第一次出現在浮士德面前也不是以一個在地上到處去引誘偶遇者的惡魔之身分現身。他出現是因為在浮士德的魔法召喚時他感覺到浮士德的靈魂已經墮落了，而確實他也已經處於墮入地獄的危險中了。」
梅菲斯特已經由於作為惡魔而被困在他自己的地獄中。他對浮士德要將靈魂販售給惡魔的選擇提出警告：「梅菲斯特，路西法的使者，出現並在一開始時就勸告浮士德不要為了達成其目標而放棄天堂的保證。」法納姆補充其理論：「……浮士德進入了永遠屬於他那一如屬於梅菲斯特所擁有的地獄。」法納德和克爾斯托維克及拉札第都認為梅菲斯特是做為被浮士德這個靈魂已被罰入地獄者所召喚出來的惡魔勞工。但是蓋爾文學評論（Gale Literature Criticism）更進一步地幾乎將梅菲斯特描繪成一個在浮士德表現出他成為路西法僕人的樣貌時的保護者。

## 梅菲斯特：哪一種天使？
《浮士德博士》已經被一些評論者視為一個對基督教的扭曲。「基督教被這種形式的劇本諷刺模仿所喚起。蘇珊·斯尼德指出這是一種『聖人生活的反轉』兼有『有罪的』早期生活（神學的學生）、『皈依』（向惡魔）、上（路西法的）教堂、（被善良天使）『引誘』、在（邪惡天使）幫助下克服之、奇蹟和快樂的景象（關於異教的海倫），以及最後進到主（路西法）之宅中。」然而，梅菲斯特卻警告浮士德他對於失去上帝和天堂愉悅的悔恨。他要浮士德的靈魂，但也可能是想要從浮士德所做的錯誤中拯救他。「基督教對那些把它丟到一旁的人論說著地獄。但是，當浮士德向梅菲斯特宣示同意在24年的結尾放棄他的靈魂時他對梅菲斯特說：『我認為地獄只是個寓言。』『當然，』梅菲斯特說『繼續這麼想吧，直到體驗改變你的想法。』」

## 梅菲斯特與浮士德的關係
在《浮士德博士》裡，梅菲斯特扮演著浮士德的嚮導。梅菲斯特不只是惡魔的發言人，也可能是一個情人的角色。在這齣戲中，浮士德要求梅菲斯特給他一個妻子，而當他回來時，那個女人卻只是惡魔所偽裝的。根據漢米爾（Hammill）的說法，「那個梅菲斯特所帶來的妻子顯示了婚姻不是一個可以穩定性別的符號。這劇情……反而以在同性交際之交易的經濟結構中的一系列藝妓來取代這個妻子。」漢米爾也解釋說梅菲斯特帶給浮士德一個事實上不是女人的妻子是因為他想要培養浮士德與他自己之間的性張力。這篇論文描寫了這兩個角色於〈如同男性友誼一樣公開清楚〉這一場中彼此間的會話。該文繼續解釋說這會話不再被認為是屬於朋友關係的乃是因為他們所談論的女人似乎有著十足的男子氣概特徵。而根據其他論文，顯示《浮士德博士悲劇》的作者克里斯托弗·马洛是一個同性戀。歐格爾（Orgel）認為「马洛的（…）幻想物在實質上乃是同性戀的」。而在〈神話、心理學以及马洛的《浮士德博士》〉一文中，肯尼士·哥爾登則解釋說梅菲斯特的角色象徵浮士德由他壓抑著的想法所構成的另一自我（alter ego）。

## 大眾文化裡的梅菲斯特
在大眾文化作品裏登場的梅菲斯特大多已沒有原作的影子，與一般的惡魔人物無異。此外由於梅菲斯特有各種的拼法，但中文譯名則基本上統一使用「梅菲斯特」，而不使用較長的「梅菲斯特費利斯」。

### 引用
1. 1 2  Burton Russell 1992, p. 61
2. ↑  Hamlin 2001, p. 9
3. ↑  Farnham, Willard.  Twentieth Century Interpretations of Doctor Faustus.  New Jersey: Prentice-Hall, Inc.,1969: 6.
4. ↑  Krstovic, J. O. and Marie Lazzardi. “Plot and Major Themes”. Rpt. In Literature Criticism from 1400 to 1800. Ed. Jelena O. Krstovic and Marie Lazzardi. Vol. 47. Farming Mills, MI: The Gale Group, 1999: 202
5. ↑  Krstovic 8
6. ↑  Marlowe, Christopher. Doctor Faustus. “Critical Introduction.” Ed. Keith Walker. Edinburgh, 1973: 9
7. ↑  Farnham 8
8. ↑  Hammill, Graham L. "Faustus's Fortunes: Commodification, Exchange, and the Form of Literary Subjectivity." English Literary History 63 (1996): 324-329. Project MUSE.
9. ↑  Hammill 327
10. 1 2  Hammill 328
11. ↑  Orgel, Stephen. "Tobacco and Boys: How Queer Was Marlowe?" Journal of Lesbian and Gay Studies 6 (2000): 555-76. Project MUSE.
12. ↑  Orgel 566

## 外部連結
- 互联网电影数据库上Mephistopheles的资料